# Irena Ugarska
Irena Ugarska (1088. – 13. kolovoza 1134.) je bila bizantska carica kao supruga cara Ivana II. Komnena. 

## Životopis
Bila je rođena kao ugarska princeza Piroska, kćer kralja Ladislava I. Svetog i kraljice Adelajde. Bila je unuka Bele I. Njezin je bratić bio Koloman.
Godine 1104. Irena se udala za Ivana, koji je kasnije (1118. – 1143) vladao Bizantom kao car Ivan II. Komnen. Imali su osmero djece:
- Aleksije Komnen
- Marija Komnena
- Andronik Komnen
- Ana Komnena
- Izak Komnen
- Teodora Komnena
- Eudokija Komnena
- Manuel I. Komnen (car Bizanta 1143. – 1180.)

Irena je bila posvećena odgoju djece i nije imala političkih uloga. Nakon dolaska u Carigrad, živjela je kao pripadnica Grčke pravoslavne crkve; u to vrijeme se crkveni raskol između istoka (pravoslavnih) i zapada (katolika) još nije činio onako dalekosežnim kako izgleda danas nakon gotovo tisuću godina.
Kao carica, davala je uzor u dobrotvornim djelima, podižući bolnice i domove za starce i mentalno bolesne. Podigla je velebnu trostruku crkvu Krista Pantokratora - Majke Božje nježne ("Eleusa") - Svetog Mihovila s manastirom (danas su ostale samo ruševine). Nakon smrti svojega supruga, otišla je živjeti u samostan; poslije je na bolesničkoj bolesti na kojoj se spremala za smrt tražila da je oslovavaju sa “Xené” - „strankinja”. Umrla je 1134.
Mađarski izvori ponekad tvrde da je u Grčkoj (bila) štovana kao svetica; vjerojatno stoga što se njen lik i ime nalazi na raznim svetim slikama uz svece - međutim se na mozaike u crkvama pored svetaca često stavljalo i likove važnih darivatelja gradnje crkve - pa i onih iz carske kuće. Likove graditelja crkava prepoznajemo na tim prikazima po tome što u ruci drže kesu s darovanim novcem, svitke s poveljama o darovanju zemljišta ili maketu same crkve; također i natpisi uz njihove likove ne sadrže naslov koji bi upućivao na status sveca, nego na njihovu socijalnu funkciju u zemaljskom životu.